# Taxi Driver
Taxi Driver는 2004년 5월 17일에 발매된 다이나믹 듀오의 데뷔 앨범이자 정규 1집 앨범이다. 힙합 음악 위주로 채워져있다. 한국 힙합 음악사에 있어 손꼽을 명반 중 하나라는 평을 받는다.

## 수록곡
1. 이력서
2. Taxidriver Interlude One
3. 두 남자 (Featuring Brown Eyed Soul)
4. 실례합니다 (Featuring DJ Wreckx, Tablo of Epik High)
5. Pride (Featuring The Name, Double K, Verbal Jint)
6. Taxidriver Interlude Two
7. 신나? (우리가 누구?) (Featuring Lisa)
8. Skit
9. 사랑하면 버려야 할 아까운 것들 (Featuring 성훈 Of Brown Eyed Soul)
10. Superstar (behind the Scene) (Featuring Tiger JK, Sean2Slow, DJ Tukutz of Epik High)
11. 비극 Part 1 (Featuring KOD)
12. 무인도 (Featuring Lazy)
13. 불면증 (Featuring Bobby Kim)
14. Ring My Bell (Featuring 나얼 Of Brown Eyed Soul)TITLE
15. 우리는 바보 (Shake ya 엉덩 to da 이)
16. My World (Featuring Yankie Of TBNY)
17. Outro
18. Hidden Track

## 특징
- 1번 트랙 "이력서"에서는 커빈을 디스했으며, 또한 이 곡은 타블로가 작곡하여 선물한 곡이다.
- 2, 6, 17번 트랙 스킷에는 노홍철이 택시 기사로 등장하며, 6번 트랙에는 은지원이 '취한친구'의 DJ로 나온다.
- 18번 트랙 "Hidden Track"은 〈비극 Part 2〉, 또는 "Candy"라는 비공식 제목으로도 알려져있다.